# سويس كوتيج (محطة مترو أنفاق لندن)
سويس كوتيج (بالإنجليزية: Swiss Cottage)‏ هي إحدى محطات مترو أنفاق لندن. تقع على خط جوبيلي Line في المنطقة (Zone) رقم 2 أفتتحت في 20 نوفمبر 1939.